# Fúria (pel·lícula)
Fúria (títol original en anglès, Gunner) és una pel·lícula de thriller d'acció estatunidenca de 2024 escrita per Gary Scott Thompson i dirigida per Dimitri Logothetis. És protagonitzada per Luke Hemsworth, Mykel Shannon Jenkins, Yulia Klass, Grant Feely, Connor DeWolfe i Morgan Freeman. Es va estrenar el 16 d'agost de 2024. S'ha doblat i subtitulat al català.
El rodatge va començar a Birmingham (Alabama) el 30 de març de 2023. També es va produir a Bessemer (Alabama) l'abril de 2023.